# Bodziszek popielaty
Bodziszek popielaty (Geranium cinereum Cav.) – gatunek rośliny z rodziny bodziszkowatych. Rodzimym obszarem jego występowania jest Europa Południowa (Hiszpania i Francja). Jest uprawiany w wielu krajach świata.

## Morfologia
Niska bylina tworząca kępki o wysokości do 15 cm. Liście głęboko wcięte, tworzące przyziemną różyczkę liściową. Kwiaty barwy białej lub jasnoróżowej, często posiadające wyraźne fioletowe żyłkowanie. Jedna z ładniejszych odmian 'Ballerina' ma kwiaty jasnofioletowe. Kwitnie od późnej wiosny do wczesnego lata

## Zastosowanie
Roślina ozdobna, uprawiana dla swoich pięknych kwiatów. Strefy mrozoodporności 5-9. Nadaje się do ogrodów skalnych, na rabaty lub jako roślina okrywowa. Wymaga słonecznego lub półcienistego stanowiska. Rozmnaża się przez nasiona wysiewane wiosną, sadzonki sporządzane latem lub przez podział jesienią.

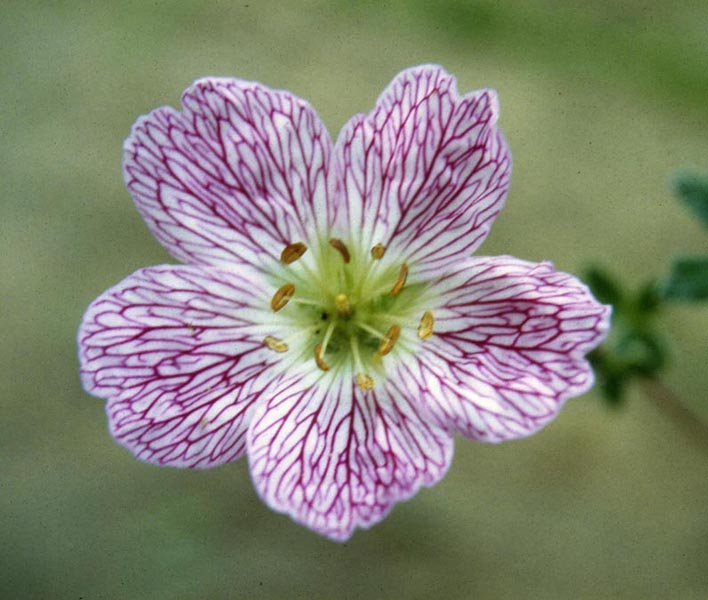
Kwiat